# Haynes King
Haynes King (Barbados, 1831 – Londra, 1904) è stato un pittore britannico.

## Biografia

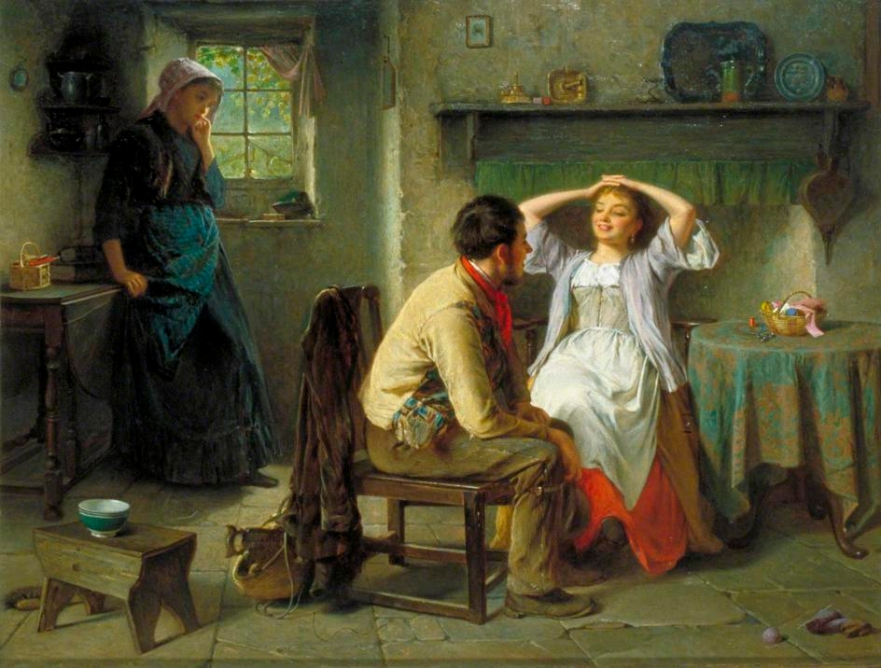
Jealousy and Flirtation (olio su tela, 90 x 120 cm, 1874) esposto al Victoria and Albert Museum di Londra.

Haynes King nacque nell'isola di Barbados nel 1831, all'epoca colonia dell'Impero britannico. Nel 1854 si trasferì a Londra dove studiò arte presso la Leigh's Academy. Iniziò ad esporre le sue opere nel 1857 alla Society of British Artists che lo accolse successivamente come membro (1864). Molti dei suoi dipinti vennero esposti alla Royal Academy of Arts, in particolare tra il 1860 e il 1904 vi presentò 48 opere.

## Stile e opere
Le opere di King rappresentano per la maggior parte soggetti umani, in molti casi ritratti in ambienti domestici.
La sua opera più famosa Jealousy and Flirtation, dipinta nel 1874 ed esposta nello stesso anno alla Royal Academy of Arts, è attualmente compresa nella collezione del Victoria and Albert Museum di Londra.